# Попельнюхов, Сергей Николаевич
Сергей Николаевич Попельнюхов (род. 7 декабря 1968 года) — российский политик, представитель от законодательного органа государственной власти Белгородской области в Совете Федерации ФС РФ (2003—2006), заместитель председателя Комитета Совета Федерации по экономической политике, предпринимательству и собственности.

## Биография
Сергей Попельнюхов родился 7 декабря 1968 года в селе Казачок Белгородской области.
С 1986—1988 годы был призван в ряды Вооружённых сил Советского Союза. В 1993 году завершил обучение на юридическом факультете Московского государственного университета им. М. В. Ломоносова, в 1998 году получил диплом Финансовой Академии при Правительстве РФ. В 2006 году защитил кандидатскую диссертацию на тему «Выбор моделей управления рисками и экономической деятельности управляющих жилищных организаций, обслуживающих жилищно-коммунальный комплекс». В 2013 году защитил докторскую диссертацию на тему «Управление рисками при реализации зарубежных крупных сложных инвестиционно-строительных проектов».
В декабре 2003 года делегирован в Совет Федерации от законодательного органа власти Белгородской области. Полномочия прекращены в мае 2006 года. На протяжении двух лет работы в Совете Федерации был заместителем председателя Комитета Совета Федерации по экономической политике, предпринимательству и собственности.
В 2006 году стал работать преподавателем на кафедре экономики и организации строительства Московского государственного строительного университета им. Куйбышева. Позже доцент, с 2011 года заведующий кафедрой «Правовое регулирование». Автор более 10 научных статей.
14 мая 2015 года был арестован российскими правоохранительными органами. Следственным департаментом МВД ему предъявили официальное обвинение в мошенничестве в особо крупном размере. По версии следствия он похитил более 1 миллиарда рублей, которые в рамках контракта с «Рособоронэкспортом» его компания «Стройинвестинжиниринг СУ-848» получила от властей Венесуэлы для строительства заводов по производству автоматов Калашникова и патронов к ним. Лефортовский районный суд Москвы 27 февраля 2017 года вынес обвинительный приговор и назначил наказание в виде 7 лет лишения свободы.

## Награды
- Почётная грамота Совета Федерации ФС РФ.